# 2022年长江流域干旱
2022年，长江流域经历了一次罕见的夏秋冬连旱。此次干旱事件是由伏秋季降水异常偏少和气温异常偏高叠加形成的复合型干旱，与冬季干旱连在一起，持续时间异常长。其中，8月全流域的高温干旱特征最为显著。
旱情最严重时有5000余万人次受灾, 750余万人次需要救助，长江多个水库水位逼近死水位, 鄱阳湖、洞庭湖面积严重缩小，并引发野火、电力短缺等, 造成直接经济损失超过500亿元。

## 旱情

### 夏季
长江流域的干旱始于2022年7月。在这一时期，流域上游和下游部分区域的降水量较常年偏少50%至80%，导致轻度到中度的干旱。在7至8月期间，长江流域受西伸的西太平洋副热带高压控制，北方冷空气无法南下，抑制了降水的产生，导致旱情进一步加剧。
8月至10月，长江中下游及其以南区域的降水量比常年偏少90%左右，出现了重度到特大程度的伏秋连旱现象。8月的气温较常年偏高2至4摄氏度，局部地区偏高4至6摄氏度，高温异常覆盖了重旱区域。随着东亚夏季风的结束，11月至12月的干旱范围有所缩小。

### 秋季
进入9月，由于华西秋雨的影响，长江流域上游气温偏低，中游气温仍偏高2至4摄氏度，气温偏高区域与特旱区域重合。10月至11月，长江流域大范围气温仍以偏高为主。

### 冬季
12月，受强冷空气影响，流域气温偏低约2摄氏度。至此，长江流域形成了罕见的夏秋冬连旱。此次干旱事件是伏秋季降水异常偏少和气温异常偏高叠加形成的复合型干旱，与冬季干旱连在一起，持续时间异常长。

## 原因分析
研究表明，2022年长江流域的高温干旱事件受中高纬和热带环流协同作用的影响。夏季7至8月，长江流域处于西伸的西太平洋副热带高压控制下，北方冷空气难以南下，不利于降水的产生。在气候变暖的背景下，高温和干旱事件共同发生的概率显著增加，进一步加剧了长江流域的旱情。